# Daniel Norling
Lars Daniel Norling (Stoccolma, 16 gennaio 1888 – Malmö, 28 agosto 1958) è stato un ginnasta e cavaliere svedese.

## Biografia
Ha partecipato ai Giochi olimpici di Londra del 1908, vincendo una medaglia d'oro nel concorso a squadre della ginnastica. Nella edizione di Stoccolma del 1912, ha vinto una medaglia d'oro nel concorso a squadre, sistema svedese, della ginnastica.
Passato alla pratica dell'equitazione vince una medaglia d'oro alle olimpiadi di Anversa del 1920 nel salto a squadre.
È il fratello dell'olimpionico Axel Norling.

## Palmarès
- Giochi olimpici:

Londra 1908: oro nella ginnastica a squadre.
Stoccolma 1912: oro nella ginnastica a squadre sistema svedese.
Anversa 1920: oro nell'equitazione salto a squadre.